# Municipio de Germfask
El municipio de Germfask (en inglés: Germfask Township) es un municipio ubicado en el condado de Schoolcraft en el estado estadounidense de Míchigan. En el año 2010 tenía una población de 486 habitantes y una densidad poblacional de 2,62 personas por km².

## Geografía
El municipio de Germfask se encuentra ubicado en las coordenadas 46°14′44″N 85°55′37″O / 46.24556, -85.92694. Según la Oficina del Censo de los Estados Unidos, el municipio tiene una superficie total de 185.53 km², de la cual 172,06 km² corresponden a tierra firme y (7,26 %) 13,47 km² es agua.

## Demografía
Según el censo de 2010, había 486 personas residiendo en el municipio de Germfask. La densidad de población era de 2,62 hab./km². De los 486 habitantes, el municipio de Germfask estaba compuesto por el 90,53 % blancos, el 7 % eran amerindios y el 2,47 % eran de una mezcla de razas. Del total de la población el 0,41 % eran hispanos o latinos de cualquier raza.